# Championnat du Togo de football 2022-2023
Navigation
Saison précédente Saison suivante
Le championnat du Togo de football 2022-2023 est la cinquante-huitième édition de la première division togolaise. 
Le champion du Togo se qualifie pour la compétition continentale qu'est la Ligue des champions de la CAF.
ASKO Kara est le tenant du titre.

## Déroulement de la saison
Le championnat revient vers un format avec une poule unique où les seize équipes se rencontrent deux fois, une fois à domicile et une fois à l'extérieur. Le calendrier de la nouvelle saison est dévoilé le 12 octobre 2022, avec une reprise du championnat le 5 novembre 2022 et une clôture le 28 mai 2023.

## Les clubs participants
- ASKO Kara
- FC Gbohloé-su des Lacs
- AS Togo-Port
- Gomido Kpalimé
- AC Semassi
- Dynamic Togolais
- Unisport de Sokodé
- AS OTR Lomé
- Kakadl FC
- Anges FC de Notsé
- Sara Sport FC
- ASC Kara
- AS Binah
- Entente II Lomé
- Espoir FC - promu de D2
- Tambo FC - promu de D2

## Compétition
Le barème utilisé pour établir le classement est le suivant :
- Victoire : 3 points
- Match nul : 1 point
- Défaite, forfait ou abandon : 0 point

### Classement
| Rang | Équipe                 | Pts | J  | G  | N  | P  | Bp | Bc | Diff |
| ---- | ---------------------- | --- | -- | -- | -- | -- | -- | -- | ---- |
| 1    | ASKO Kara T            | 68  | 30 | 19 | 11 | 0  | 44 | 14 | +30  |
| 2    | ASC Kara C             | 62  | 30 | 14 | 8  | 4  | 44 | 18 | +26  |
| 3    | Dynamic Togolais       | 50  | 30 | 13 | 11 | 6  | 30 | 16 | +14  |
| 4    | FC Gbohloé-su des Lacs | 46  | 30 | 12 | 10 | 8  | 34 | 27 | +7   |
| 5    | OTR                    | 43  | 30 | 10 | 13 | 7  | 30 | 25 | +5   |
| 6    | AC Semassi             | 41  | 30 | 10 | 11 | 9  | 26 | 22 | +4   |
| 7    | AS Binah               | 39  | 30 | 8  | 15 | 7  | 21 | 17 | +4   |
| 8    | Tambo FC P             | 38  | 30 | 10 | 8  | 12 | 35 | 37 | -2   |
| 9    | Espoir FC P            | 37  | 30 | 8  | 13 | 9  | 28 | 30 | -2   |
| 10   | Unisport de Sokodé     | 36  | 30 | 9  | 9  | 12 | 26 | 30 | -4   |
| 11   | Gomido Kpalimé         | 33  | 30 | 7  | 12 | 11 | 22 | 29 | -7   |
| 12   | AS Togo-Port           | 31  | 30 | 6  | 13 | 11 | 21 | 29 | -8   |
| 13   | Entente II Lomé        | 31  | 30 | 6  | 13 | 11 | 27 | 39 | -12  |
| 14   | Kakadl FC              | 31  | 30 | 7  | 10 | 13 | 17 | 31 | -14  |
| 15   | Anges FC de Notsé      | 25  | 30 | 6  | 7  | 17 | 25 | 41 | -16  |
| 16   | Sara Sport FC          | 23  | 30 | 5  | 8  | 17 | 20 | 40 | -20  |

|  | Qualifié pour la Ligue des champions                                                           |
|  | Qualifié pour la Coupe de la confédération                                                     |
|  | Relégation directe en deuxième division                                                        |
|  | T : Tenant du titre C : Vainqueur de la Coupe de l'indépendance P : Promu de deuxième division |

## Bilan de la saison
| Championnat du Togo de football 2022-2023 |                      |
| Champion                                  | ASKO Kara (8e titre) |
| Coupes et trophées                        |                      |
| Vainqueur de la Coupe du Togo             |                      |
| Qualifications continentales              |                      |
| Ligue des champions de la CAF 2023-2024   | ASKO Kara            |
| Coupe de la confédération 2023-2024       | ASC Kara             |
| Promotions et relégations                 |                      |
| Promus en Championnat National            | Gbikinti FC          |
| Promus en Championnat National            | Doumbé FC            |
| Relégués en Deuxième division             | Anges FC de Notsé    |
| Relégués en Deuxième division             | Sara Sport FC        |